# Пірк
Пірк (нім. Pirk) — громада в Німеччині, розташована в землі Баварія. Підпорядковується адміністративному округу Верхній Пфальц. Входить до складу району Нойштадт-ан-дер-Вальднааб. Складова частина об'єднання громад Ширміц.
Площа — 26,17 км2. Населення становить 1921 ос. (станом на 31 грудня 2020).